# Šebet
Šebet (em cirílico: Шебет) é uma vila da Sérvia localizada no município de Gadžin Han, pertencente ao distrito de Nišava, na região de Zaplanje. A sua população era de 57 habitantes segundo o censo de 2011.

## Demografia
| 1948 | 1953 | 1961 | 1971 | 1981 | 1991 | 2002 | 2011 |
| ---- | ---- | ---- | ---- | ---- | ---- | ---- | ---- |
| 376  | 345  | 254  | 197  | 166  | 118  | 79   | 57   |